# پرتره اسرارآمیز
پرتره اسرارآمیز (فرانسوی: Le Portrait mystérieux‎) یک فیلم صامت و کوتاه فرانسوی در ژانر فانتزی به کارگردانی ژرژ ملی‌یس است که در سال ۱۸۹۹ منتشر شد. از بازیگران آن می‌توان به ژرژ ملی‌یس اشاره کرد.